# Piazza Center
Het Piazza Center, vaak afgekort tot de Piazza, is een gebouw en overdekt winkelcentrum in de Eindhovense binnenstad.

## Geschiedenis
De Piazza, geopend in 1969, was oorspronkelijk een openluchtplein, waarin zich een rood-marmeren beeldengroep bevond, ontworpen door Mario Negri. Het plein bevond zich tussen het gebouw van De Bijenkorf, een ontwerp van Gio Ponti en bedekt met groene geglazuurde tegels. Daartegenover was een winkelcentrum, ontworpen door Theo Boosten. Daartussenin bevond zich de sportzaak van Perry van de Kar met rechts daarvan een tunnel die leidde naar Fellenoord.
Het pleintje was ontworpen als een recreatieplein, maar het werd vooral gebruikt als hangplek. Ook waren er wel bijeenkomsten, zoals van de Rode Jeugd en van de Rocking Rebels (in 1979 opgericht en voortgekomen uit de zogeheten Elvisbende). Later werd het een ontmoetingsplek voor skateboarders, waarbij Wieger van Wageningen uitgroeide tot de wereldtop.
Uiteindelijk bleken genoemde activiteiten niet geheel in overeenstemming met de wensen van het winkelend publiek, het pleintje oogde wat rommelig en het winkelcentrum liep niet goed. De Piazza werd uiteindelijk geheel gereconstrueerd naar ontwerp van Massimiliano Fuksas. Het werd een overdekt plein. De kunstwerken van Negri werden verplaatst naar de andere zijde van De Bijenkorf, en de door Frans Gast ontworpen sculptuur van stalen pijpen kwam in het Henri Dunantpark te staan. Er werd een indrukwekkende stalen ingangspoort gebouwd en ook kwam er een loopbrug naar het aan de overkant van de Boschdijktunnel gelegen MediaMarkt en de naastgelegen parkeergarage. In 2015 werd de hernieuwde Piazza geopend.

## Winkelcentrum
De Piazza heeft onder meer winkels op het gebied van mode, accessoires, schoenen, schoonheid, sport en kunst. Het winkelcentrum heeft vier verdiepingen die te bereiken zijn met roltrappen en glazen liften.

## Trivia
Voorheen was de Piazza het skateboardcentrum van Eindhoven. Eindhovenaar Wieger van Wageningen, behorende tot de wereldtop op skateboardgebied, heeft het Piazza-logo op zijn schoenen laten stikken, welke door Nike op de markt zijn gebracht.

## Foto's

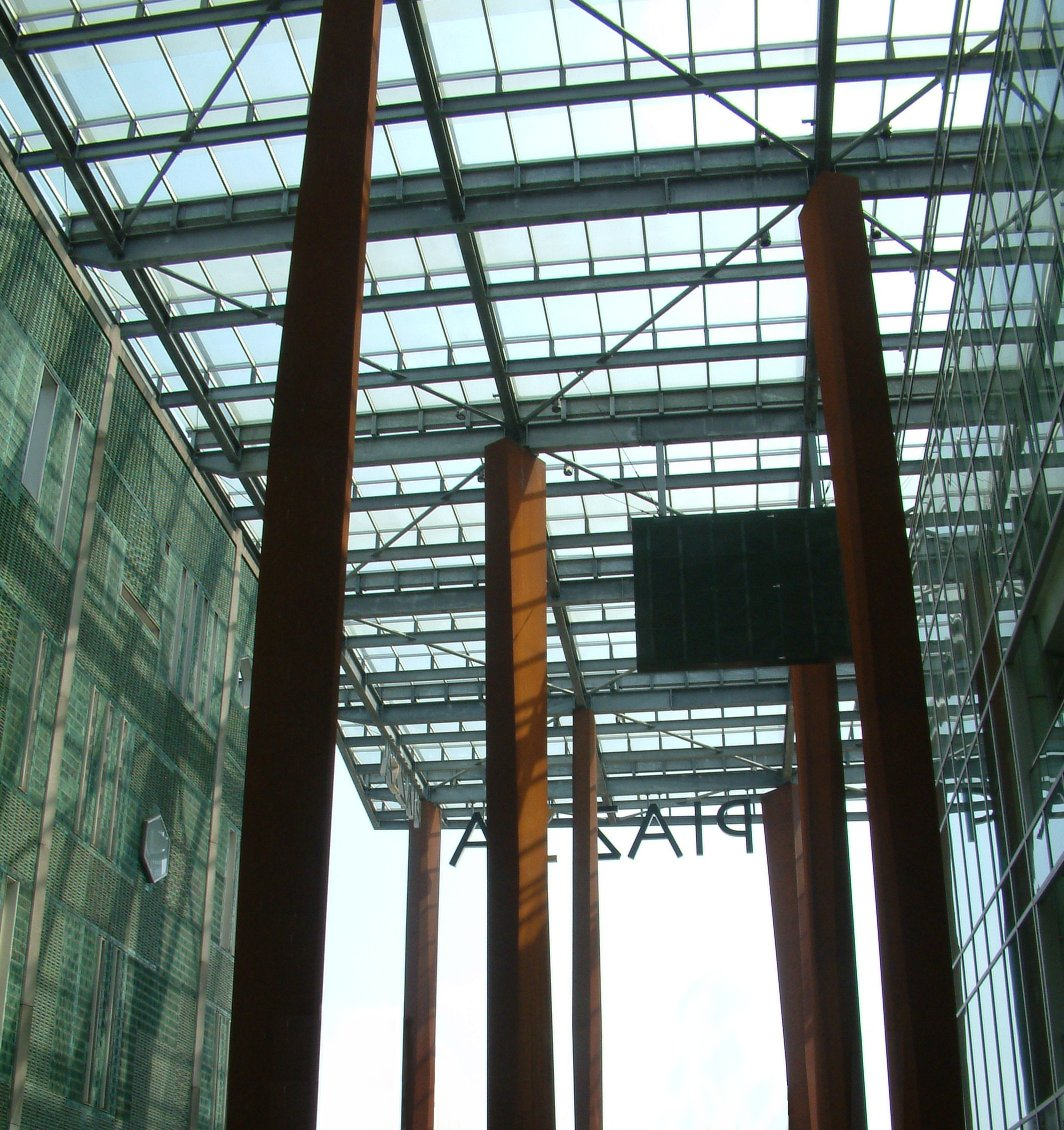
Piazza, binnenaanzicht
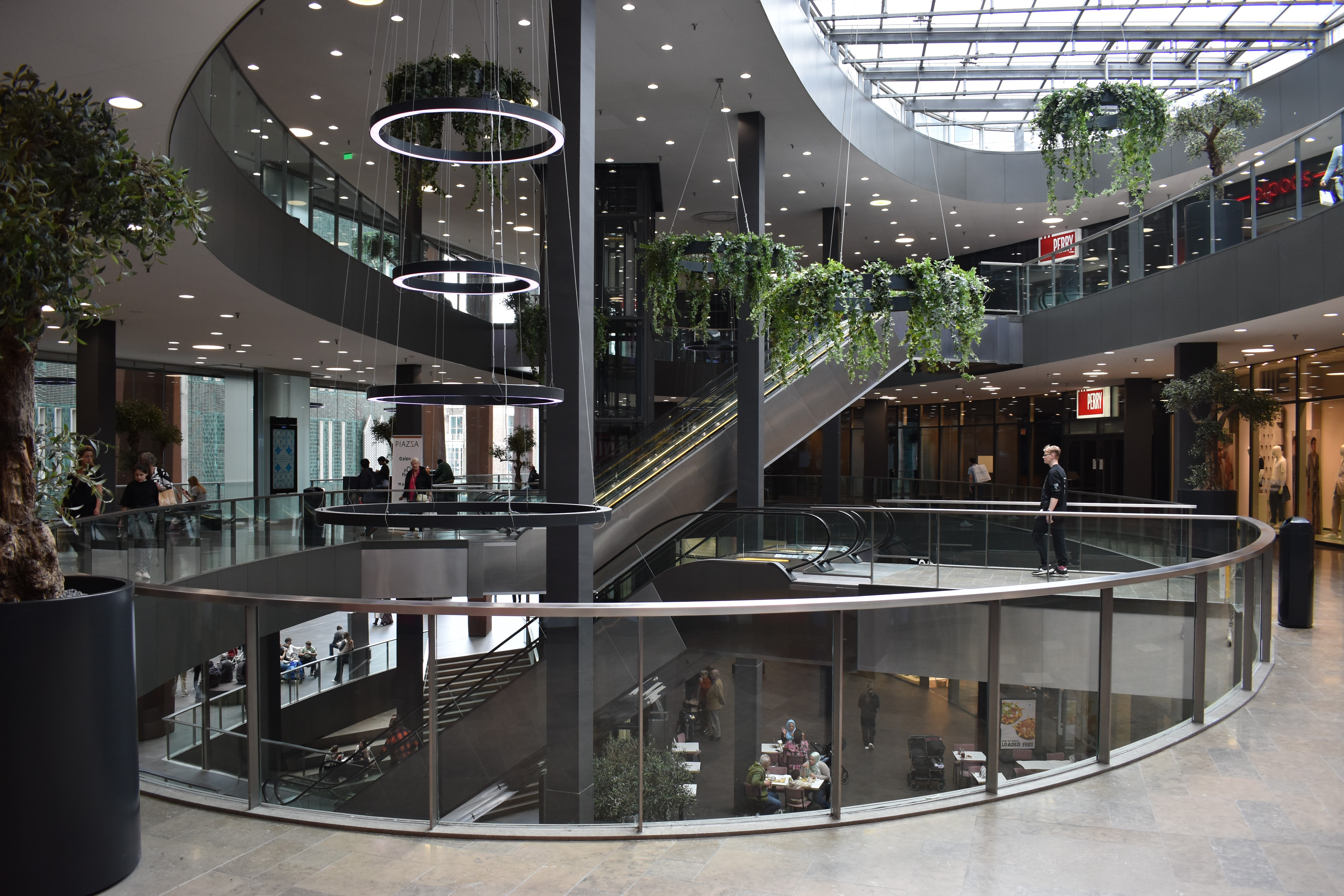
Binnenkant van het Piazza Center
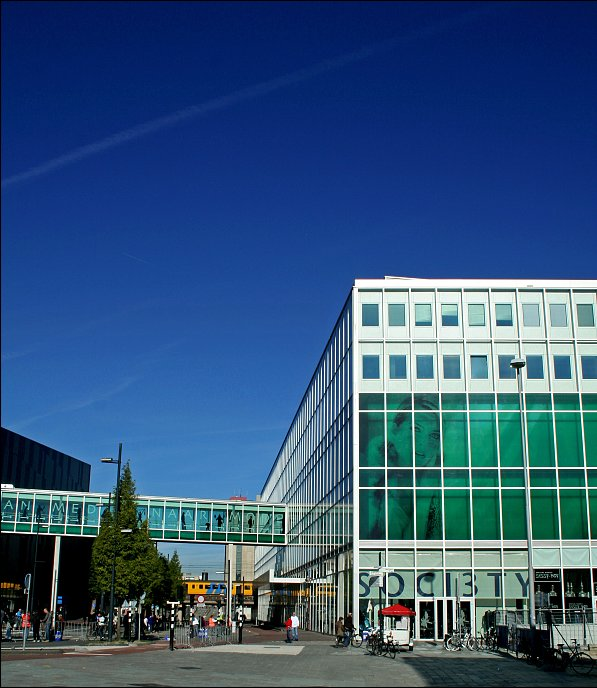
Piazza met de voetgangersbrug naar de parkeergarage Mathildelaan en MediaMarkt
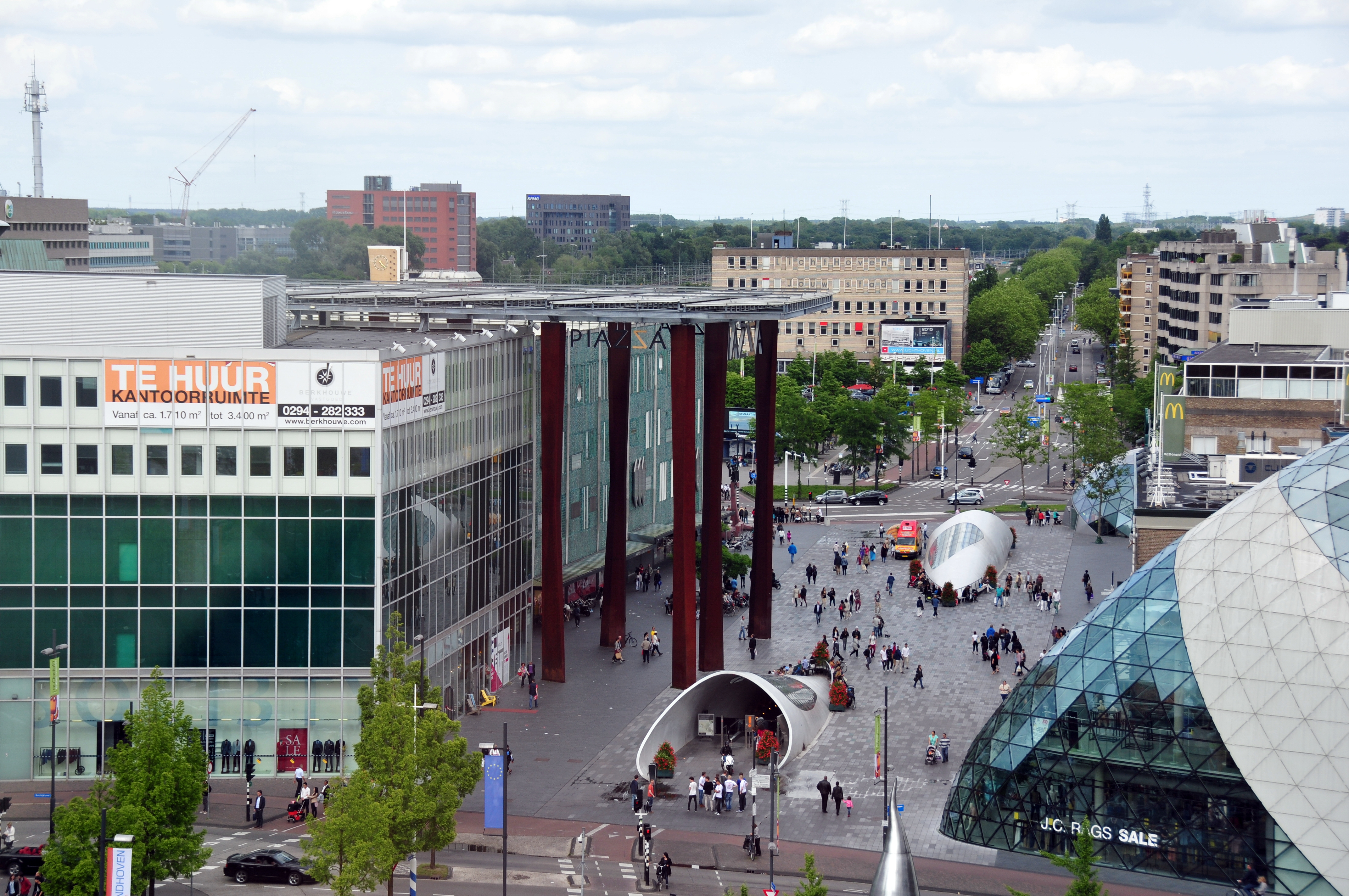
Uitzicht op het 18 Septemberplein met linksvoor de Piazza